# Davidův vrch (Šluknovská pahorkatina)
Davidův vrch (německy Davidshöhe) je nevýrazná kupa o nadmořské výšce 448 m, který leží v Mikulášovicích v Ústeckém kraji.

## Charakteristika
Vrch náleží ke geomorfologickému celku Šluknovská pahorkatina, jeho okrsku Šenovská pahorkatina a podokrsku Mikulášovická pahorkatina. Geologické podloží tvoří střednězrnný biotitický lužický granodiorit, který doplňuje bazanit a granodioritový porfyr. Půdním pokryvem je modální mesobazická kambizem, kterou podél potoka střídá modální glej. Vrch je zčásti zalesněný, část však pokrývají také pastviny. Lesní porost je smíšený, převládají listnaté dřeviny jako duby, javory a bříza. Při západním až severním úpatí protéká Studený potok protékající rybníkem Vágnetrákem. Celý vrch náleží k povodí Labe a úmoří Severního moře. Kolem roku 1905 zde David Lumpe (podle něj dostal vrch název) postavil malou výletní restauraci, která zanikla po druhé světové válce. Po severovýchodním svahu prochází železniční trať Rumburk – Panský – Mikulášovice. Většina kopce se nachází na území Chráněné krajinné oblasti Labské pískovce.

## Galerie

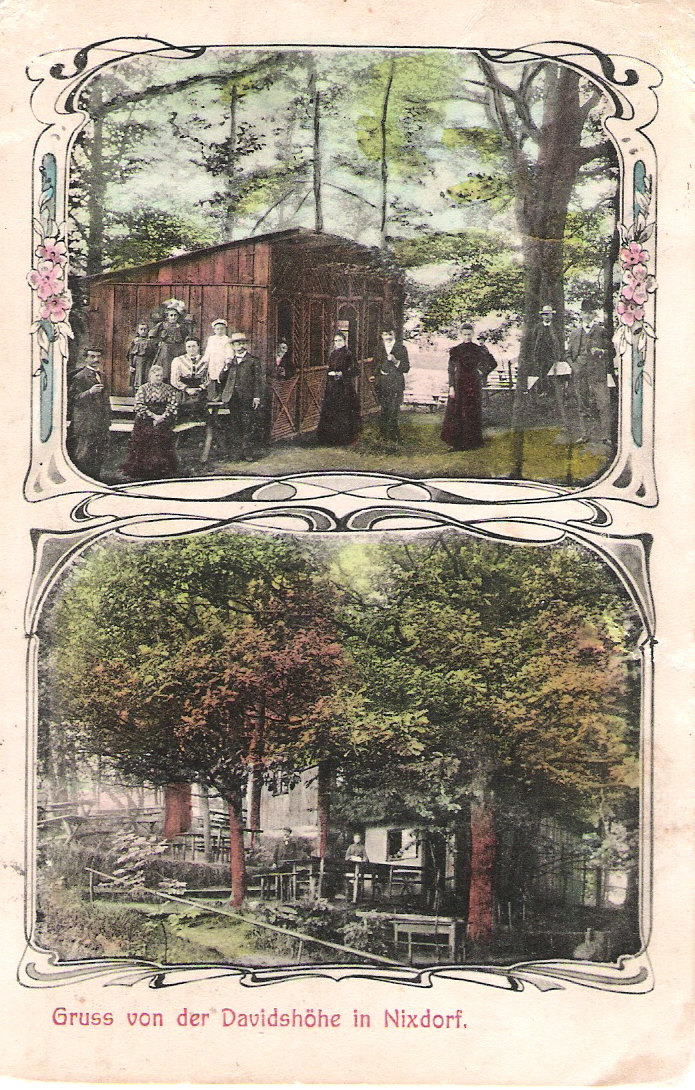
Pohlednice z počátku 20. století
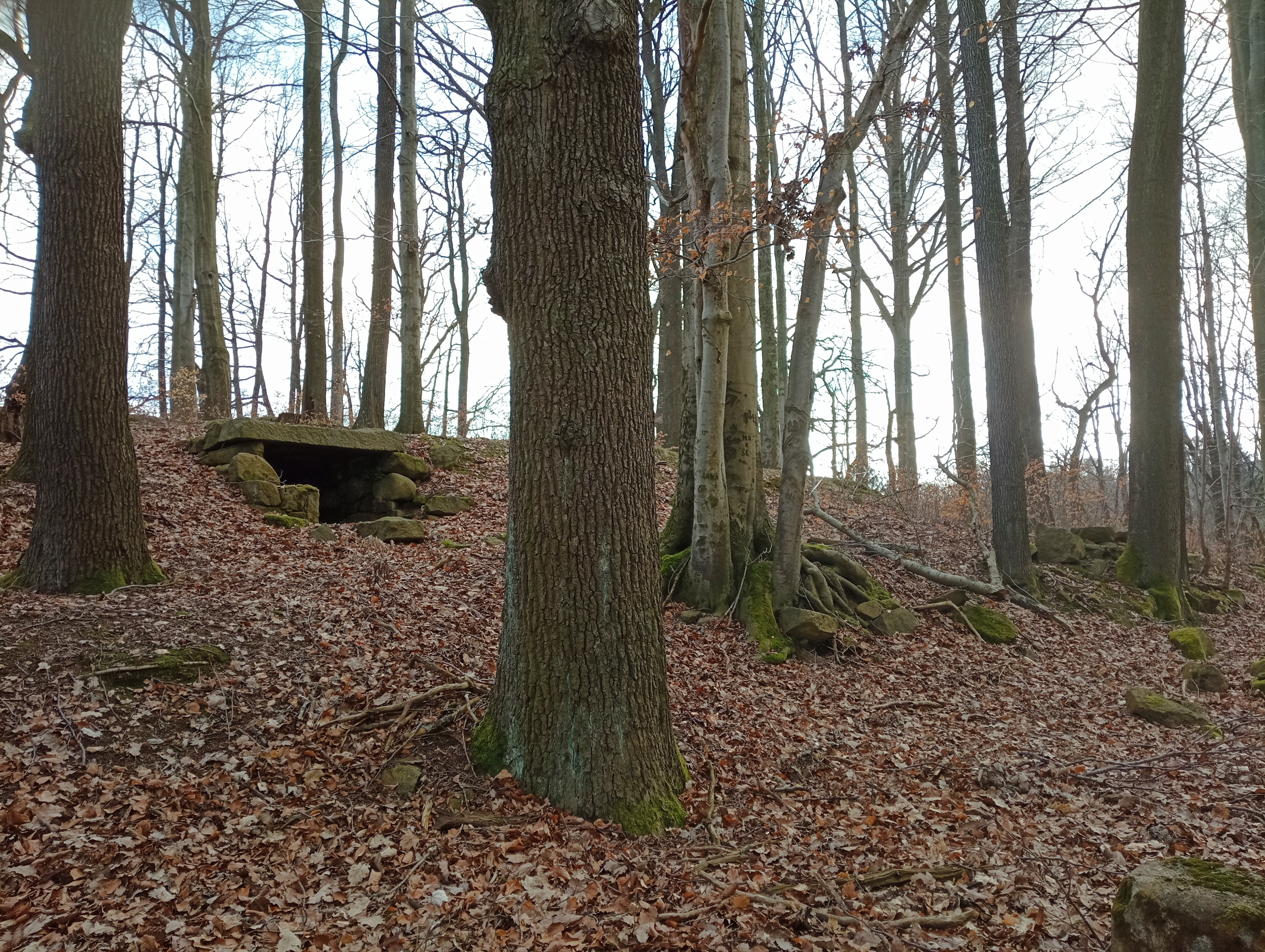
Zbytek výletní restaurace
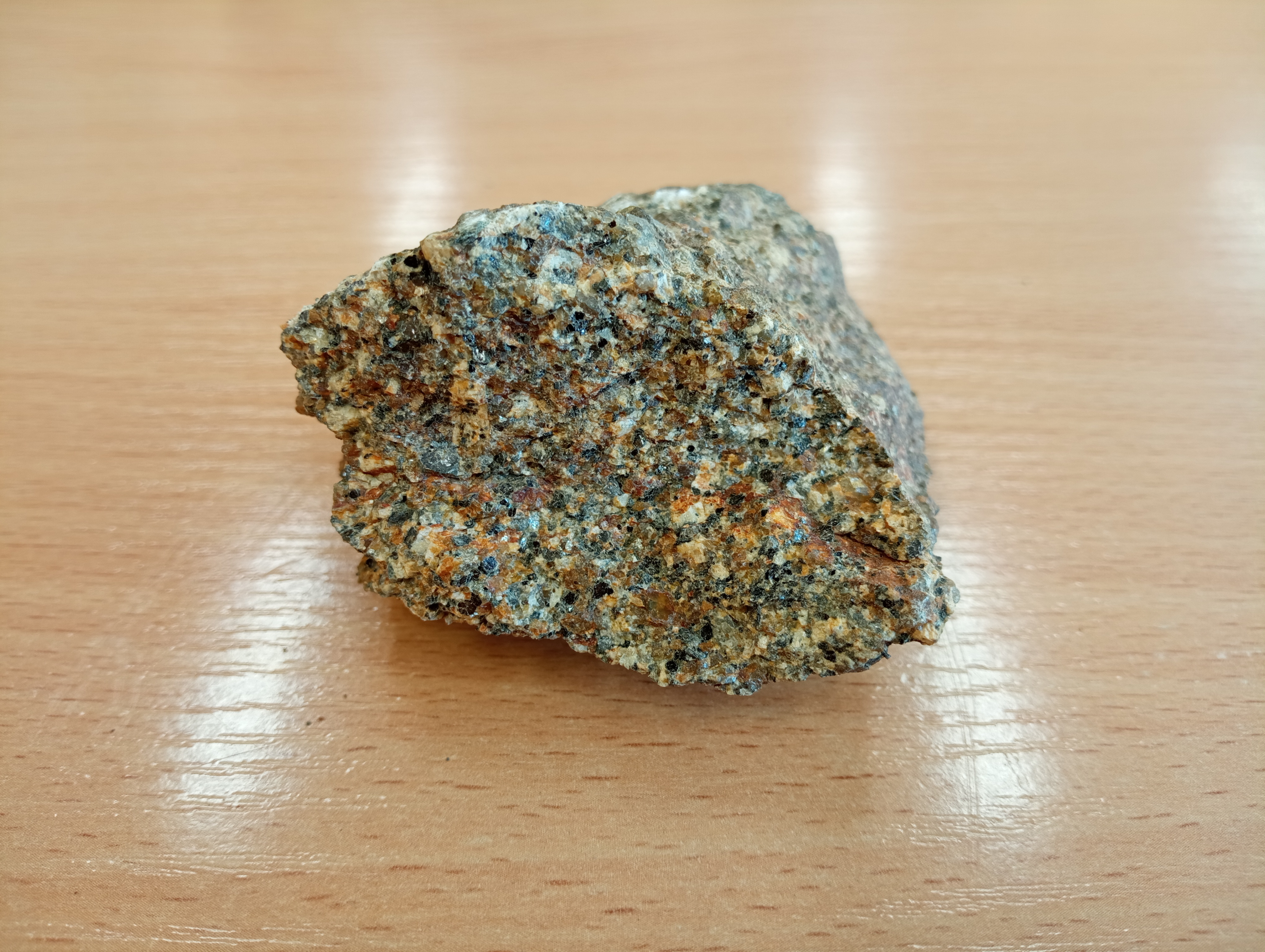
Lužický granodiorit
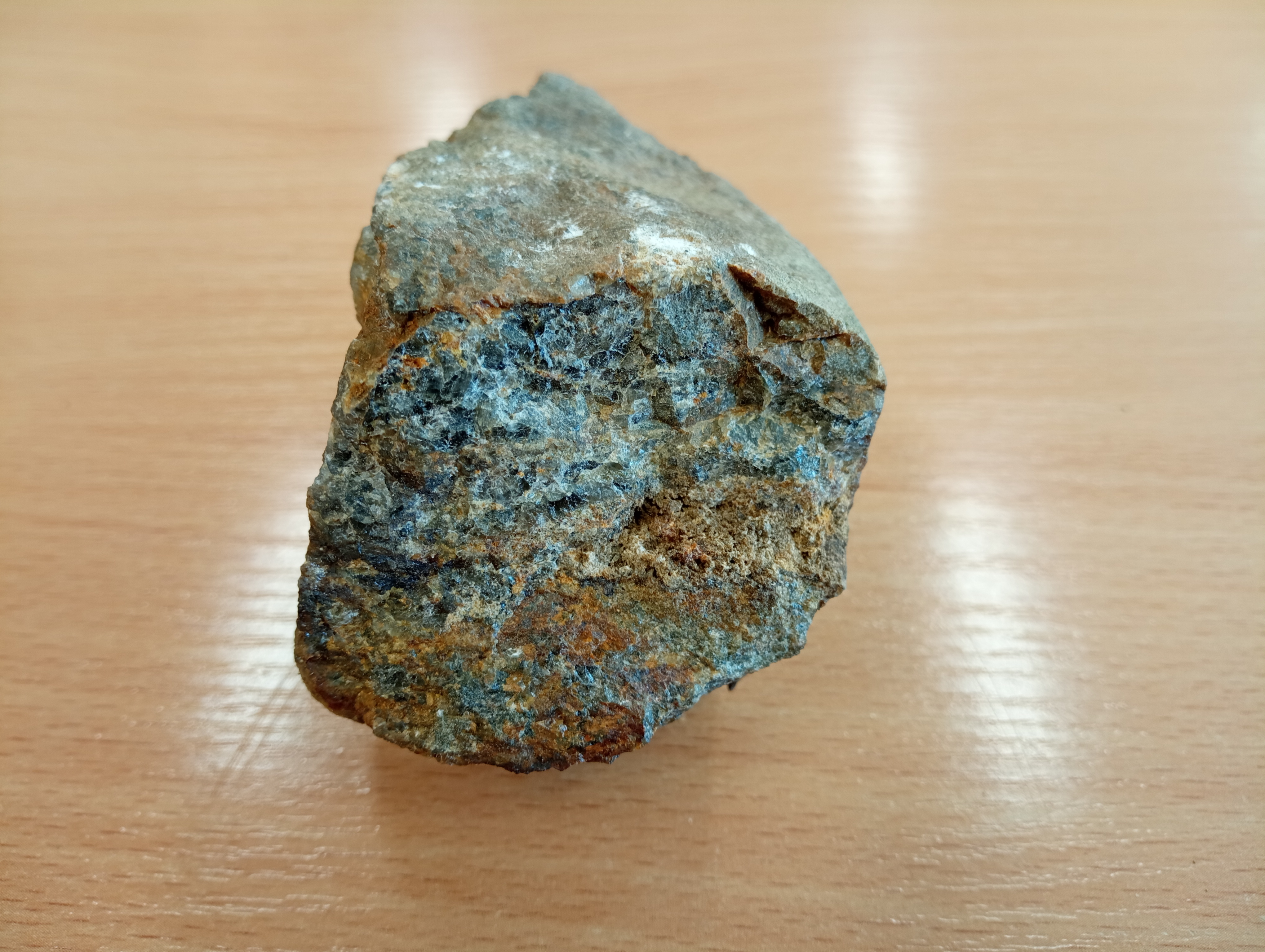
Granodioritový porfyr
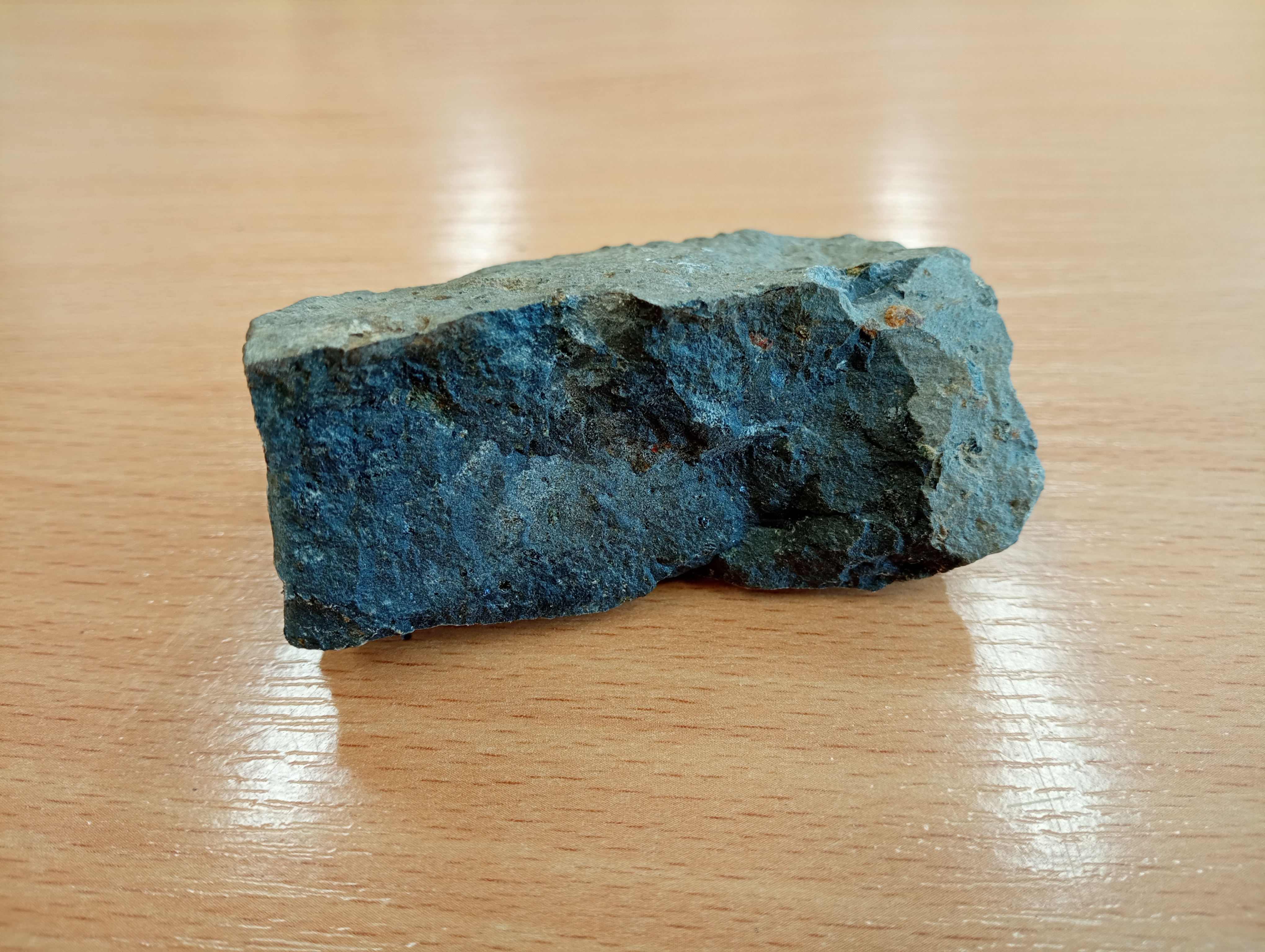
Bazanit